# 테우안테펙 지협

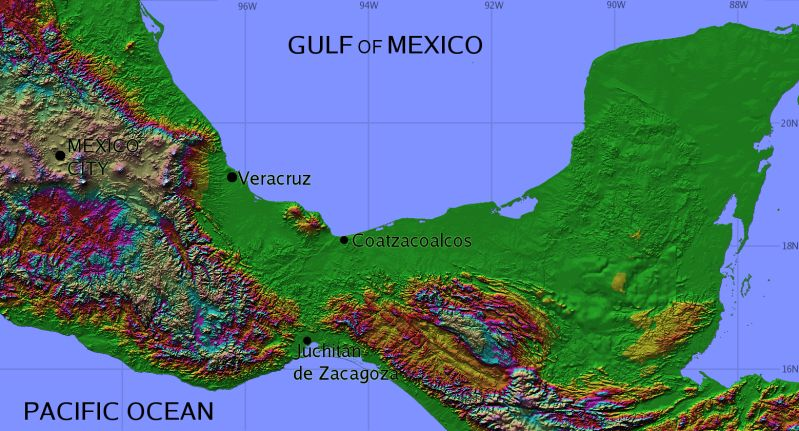
타우안테펙 지협

테우안테펙 지협(스페인어: Istmo de Tehuantepec)은 멕시코의 지협으로 멕시코만과 태평양 사이에 놓여 있다. 서경 94˚에서 96˚ 사이에 있으며, 가장 좁은 곳의 폭은 200 km이다.

## 같이 보기
- 파나마 지협